# Badylarz (rolnictwo)
Badylarz – pochodzące z okresu PRL pejoratywne (w PRL-u pogardliwe i propagandowe, a obecnie lekceważące) określenie prywatnego przedsiębiorcy-ogrodnika, najczęściej prowadzącego uprawę pod szkłem lub folią. Badylarze, podobnie jak spekulanci, dostarczali społecznościom lokalnym podstawowe artykuły pierwszej potrzeby, a ich aktywność ściśle związana była z istnieniem tzw. gospodarki niedoboru. 
Komunistyczne władze w końcu lat 40. starały się skolektywizować polską wieś, jednak zamierzenia te nie powiodły się. Pomimo przymusowych dla rolników indywidualnych kontyngentów oraz propagowania i faworyzowania przez te władze PGR-ów, badylarze i zwykli rolnicy produkowali i bezpośrednio dostarczali Polakom żywność, której często nie było w sklepach. Okresowo sytuacja bywała na tyle trudna, że władze uciekały się do systemu kartkowego.